# 釜山高等水産学校
釜山高等水産学校 （ふざんこうとうすいさんがっこう） は、1941年 （昭和16年）、日本統治時代の朝鮮釜山府に設立された旧制専門学校。

## 概要
- 朝鮮半島の水産業発展のために、内地の函館に次いで設立された水産専門学校。
- 教科内容は水産講習所 （東京） に倣い、本科 （修業年限4年） に漁撈学科・製造学科・養殖学科の 3科を設置した。
- 第二次世界大戦中の1944年、釜山水産専門学校と改称された。
- 1945年、日本の敗戦・内地への引揚げにより閉校となり、生徒は水産講習所下関分所 （現・水産大学校） に転入した。旧校舎・校地は米軍による接収を経て、（大韓民国） 国立釜山水産大学 （現・釜慶大学校大淵キャンパス） となった。
- 同窓会は 「滄溟会」 と称し、水産大学校など日本側の後身諸校出身者と合同の会である。

## 沿革

### 釜山高等水産学校時代
1936年から1938年にかけて、朝鮮半島はイワシの豊漁で漁業が活気づいていた。一方、半島内の公立水産学校は、普通学校卒業者対象・修業年限2～3年程度のものが数校存在するのみであった。朝鮮総督府殖産局水産課の主任技師 北野退蔵は、朝鮮の漁業発展のためには水産指導者の育成が必要であると説き、東京の水産講習所 （現・東京海洋大学） に類する教育機関の設置を訴えた。これに応えて、清津・元山の関係者が 「東海地区高等水産学校設立期成会」 を結成、その後、釜山地区でも高等水産学校期成会が結成された。結局、釜山水産 （株） からの寄附金50万円・一般からの寄附金100万円を集めた釜山に高等水産学校が設立されることになった。清津には、1940年に5年制 （甲種） 水産学校が設置された。
- 1939年夏： 朝鮮総督府、高等水産学校設立準備委員会を設置。
  - 1941年4月開校目途で設立決定。専門学校令準拠の学校とするが、教科内容は水産講習所方式を採用。
- 1941年1月： 学校設立委員会を設置。
- 1941年3月28日： 朝鮮総督府諸学校官制中改正により釜山高等水産学校設置 （勅令第281号）。
- 1941年4月1日： 釜山高等水産学校規程公布 （朝鮮総督府令第97号）。
  - 本科 （修業年限4年） に漁撈学科・製造学科・養殖学科を設置。
- 1941年5月13日： 仮寄宿舎を開設 （釜山府谷町2丁目、日本水産所有家屋）。全寮制。
- 1941年5月15日： 開校式・第1回入学式。
  - 漁撈21名・製造22名・養殖9名。
- 1941年6月11日： 授業開始。
- 1942年4月： 寮第1棟竣工 （第2棟は1943年1月竣工）。
- 1944年1月4日： 規程改正 （朝鮮総督府令第5号）。
  - 学科名を漁撈科・製造科・養殖科と改称 （養殖科はのちに漁業増殖科と改称）。
- 1944年2月11日： 大東亜水産研究所を設置。
  - 実際には活動できず。

### 釜山水産専門学校時代
- 1944年4月6日： 釜山水産専門学校と改称 （勅令第236号）。
- 1944年8月： 講堂完成。
- 1944年9月17日： 練習船 「耕洋丸」 完成、鳥取から回航。
  - 総トン数 71.47トン、160馬力、木造。
- 1944年9月30日： 第1期生卒業。
  - 戦時措置により半年繰上卒業。
- 1945年3月： 釜山－麗水間で実習航海。
  - 耕洋丸による実習航海はこのときのみ。
- 1945年4月： 遠洋漁業科 （5年制） を設置。
  - 遠洋漁業科入学者は海軍予備員として扱われた。
- 1945年8月15日： 第二次世界大戦敗戦により学校解散。

### 後史
- 1945年8月30日： 耕洋丸で第1回引揚げ。
  - 釜山－萩間で輸送を実施。10月1日、第3便で引揚げ完了。
  - 耕洋丸は引揚げ完了後 韓国側に引き渡されたが、その後消息不明となった。
- 1945年9月： アメリカ軍進駐。
- 1945年9月30日： 第2期生・第3期生、繰上卒業。
- 1945年10月： 校舎・校地が韓国政府に接収される。
  - のちに 「国立釜山水産大学」 （現・釜慶大学校） となる。
- 1945年12月1日： 第4期生・第5期生、水産講習所へ転入学許可。
- 1946年5月5日： 農林省、水産講習所下関分所を設置。
  - 旧釜山水産専門学校の第4期生・第5期生は、下関分所所属となった。
  - 校地は下関市吉見町の旧海軍防備隊跡 （現・水産大学校キャンパス）。

以後の歴史は、水産大学校を参照のこと。

## 歴代校長
- 初代： 田中耕之助 （1941年5月 - 1946年5月）

## 校地
校地は釜山府大淵洞 （現・大韓民国釜山広域市南区大淵洞） に位置した。現在は釜慶大学校大淵 （デヨン） キャンパスとなっている。

## 関連書籍
- 水産大学校五十年史編集部会（編）　『水産大学校五十年史』　水産大学校、1991年1月。